# Портоново (Анкона)
Портоново (итал. Portonovo) насеље је у Италији у округу Анкона, региону Марке.
Према процени из 2011. у насељу је живело 1 становника. Насеље се налази на надморској висини од 0 м.